# جوش روس
جوش روس (بالإنجليزية: Josh Ross)‏ هو منافس ألعاب قوى أسترالي، ولد في 9 فبراير 1981 في سيدني في أستراليا.

## وصلات خارجية
- جوش روس على موقع الاتحاد الدولي لألعاب القوى (الإنجليزية)
- جوش روس على موقع النتائج التاريخية لألعاب القوى الأسترالية (الإنجليزية)
- جوش روس على موقع الدوري الماسي (الإنجليزية)
- جوش روس على موقع أوليمبيديا (الإنجليزية)
- جوش روس على موقع اللجنة الأولمبية الأسترالية (الإنجليزية)
- جوش روس على موقع اتحاد ألعاب الكومنولث (مؤرشف) (الإنجليزية)